# Lake Mack-Forest Hills
Lake Mack-Forest Hills és una concentració de població designada pel cens dels Estats Units a l'estat de Florida. Segons el cens del 2000 tenia 989 habitants.

## Demografia
Segons el cens del 2000, Lake Mack-Forest Hills tenia 989 habitants, 396 habitatges, i 266 famílies. La densitat de població era de 80,6 habitants/km².
Dels 396 habitatges en un 26,3% hi vivien nens de menys de 18 anys, en un 51,5% hi vivien parelles casades, en un 9,3% dones solteres, i en un 32,8% no eren unitats familiars. En el 26% dels habitatges hi vivien persones soles el 8,8% de les quals corresponia a persones de 65 anys o més que vivien soles. El nombre mitjà de persones vivint en cada habitatge era de 2,5 i el nombre mitjà de persones que vivien en cada família era de 2,92.
Per edats la població es repartia de la següent manera: un 23,7% tenia menys de 18 anys, un 7,7% entre 18 i 24, un 27,2% entre 25 i 44, un 25,5% de 45 a 60 i un 16% 65 anys o més.
L'edat mediana era de 40 anys. Per cada 100 dones de 18 o més anys hi havia 106,3 homes.
La renda mediana per habitatge era de 25.718 $ i la renda mediana per família de 26.058 $. Els homes tenien una renda mediana de 26.406 $ mentre que les dones 18.452 $. La renda per capita de la població era de 12.640 $. Entorn del 9,3% de les famílies i el 10,3% de la població estaven per davall del llindar de pobresa.

## Poblacions més properes
El següent diagrama mostra les poblacions més properes.